# Jan Hynek
Jan Hynek pseud. Gawron (ur. 18 sierpnia 1899 w Miłkowie, zm. 22 maja 1973 w Ostrowcu Świętokrzyskim) – hutnik, działacz komunistyczny.
Syn robotnika Antoniego, z zawodu formierz. Skończył 3 klasy szkoły podstawowej, 1917-1918 przebywał na Węgrzech w poszukiwaniu pracy. Po powrocie do kraju wstąpił do Milicji Ludowej w Ostrowcu Świętokrzyskim, 1919 powołany do służby wojskowej, służył w 4 pułku saperów. Od 1922 pracował w hucie w Ostrowcu i działał w KPRP/KPP. 1924 brał udział w przygotowywaniu wyborów do Rady Miejskiej i Kasy Chorych w Ostrowcu, w związku z czym został aresztowany. VI 1926 uczestniczył w starciach z policją i w strajku, ponownie aresztowany i na krótko uwięziony w Radomiu. Po zwolnieniu wybrany do Komitetu Dzielnicowego (KD) KPP w Ostrowcu. 1929 aresztowany pod zarzutem pełnienia funkcji sekretarza KD KPP, uniewinniony. 1936 aresztowany i skazany na rok więzienia, po zwolnieniu wrócił do działalności w KPP i do pracy w hucie. Od 1942 w PPR, sekretarz PPR na Oddziale Odlewni w hucie. 1943 aresztowany przez gestapo, 1945 organizował komitety folwarczne, brał udział w przeprowadzaniu reformy rolnej i uruchamianiu huty. Odznaczony Krzyżem Oficerskim Orderu Odrodzenia Polski i Złotym Krzyżem Zasługi (30 kwietnia 1956).